# Hipernova
Hipernova je vrsta supernove koja nastaje kolapsom izuzetno masivne zvijezde (veće od 30 masi Sunca), označavajući kraj njenog životnog ciklusa. Ova vrsta zvjezdane eksplozije oslobađa znatno veću količinu energije nego standardne supernove. Drugi izraz za ovu vrstu supernova je "superluminozna supernova" (SLSNe). Hipernove zrače intenzivno gama-zračenje i za ove se eksplozije smatra da su vjerojatno izvor dugotrajnih izboja gama-zračenja.
Kod hipernove jezgra se urušava izravno u rotirajuću crnu rupu okruženu akrecijskim diskom, a iz polova njene rotacije izbijaju energijski mlazovi plazme koji gotovo da postižu brzinu svjetlosti. 